# Daniel Andrea Delfín
Daniel Delfín o Delfino, fue un noble, político y diplomático veneciano, embajador ante la corte de Luis XVI de Francia y de Leopoldo II del Sacro Imperio Romano, senador y "savio" del consejo "dei deci", presidente de la municipalidad de Venecia durante la ocupación austriaca. 

## Biografía
Hijo del N.H. Daniel Delfín (I) y de la N.D. Blanca Contarini, era miembro de la Familia Delfín "de San Pantaleón".
Siguió el tradicional cursus honorum previsto para los jóvenes aristócratas venecianos. Del 1775 al 1777 fue capitán y "vicepodestà" de Verona, donde incentivó la industria de la cera.
En el periodo comprendido entre 1780 y 86 fue enviado a París como embajador al Reino de Francia. La ciudad, envuelta en la Ilustración, mostraba los primeros testimonios de lo que más tarde se convertiría en la Revolución Francesa. 
Hombre de gran cultura y amigo de numerosos literarios, Daniel Delfín se tomó su nombramiento con un cierto malestar, decepcionado de la política derrotista de la ya decadente República de Venecia. No consiguiendo formar parte de las reuniones más importantes, en su correspondencia, se limita a describir la situación social y política de Francia y de la corte.
Muy apreciadas por los historiadores actuales, son sus notas relativas a la Independencia de Estados Unidos que demuestran la simpatía del embajador por los colonos, y en particular, por la figura de Benjamín Franklin con quien intercambió numerosas misivas . Comparó a la nueva nación americana con la Roma Antigua, pronosticó que "con el favor del tiempo, el arte y el conocimiento europeo, ésta se convertirá en la potencia más formidable del universo". De su amistad con Franklin, el patricio introdujo en Venecia dos de sus más célebres inventos: la "Estufa Salamandra" y el  pararrayos; pero, sobre todo, gestionó un importante acuerdo comercial con la naciente república, a pesar de que el Senado Veneciano, coherente con su política neutral en caso de guerra (o más bien inerte) no consideró la oferta.
Inmediatamente tras su vuelta a Venecia, fue nombrado senador de la república, poco después, fue nombrado embajador ante el Sacro Imperio Romano. Al llegar a Viena en junio de 1786, llevó a cabo su mandato con confianza y tranquilidad, a pesar de que desde hacía un tiempo, los Habsburgo mostraban tener ambiciones territoriales en torno a Venecia  (cosa que Delfín reatifica en una misiva al Dogo). La atención internacional, sin embargo, estaba concentrada en la Revolución Francesa, de la cual el diplomático veneciano dejó también importante observaciones al respecto.
De vuelta en Venecia, fue nombrado parte del prestigioso "Consiglio dei Dieci" del cual fue varias veces nombrado "savio" (1793, 1795, 1796). El 15 de marzo de 1797 intentó evitar la suerte de la República Veneciana, proponiendo al Senado una confederación con Francia, y la aceptación en el restringido "Maggior Consiglio" de doscientos representantes de la tierra firme del Veneto, pero no pasarían más de dos meses en el cual la República caería presa de la invasión francesa, provocando la abdicación del Dogo Ludovico Manin, y la disolución de la milenaria República.
Hecho absolutamente sorprendente, Daniel Delfín, un patrizio veneto, se adhirió a la nueva municipalidad, dirigida por los franceses, como miembro como miembro del Comité de Salud. Durante este brevísimo periodo, trabajó a favor de los nobles empobrecidos, se ocupó personalmente de la entrega a los franceses de los documentos relativos a los "inquisitori di Stato",  así como de cuestiones militares y financieras. Así mismo, recibió el encargo de formar una nueva municipalidad en Raspo (Croacia), entonces parte de la provincia veneciana de Istria.
Tras el Tratado de Campoformio se adhirió al gobierno de los Habsburgo, y el 9 de diciembre de 1797 sucedió a Giovanni Bujovich en la presidencia provisional de la nueva Municipalidad.
Sus últimos años de vida transcurrieron en el  Palacio Delfín de San Pantaleón y en su residencia de  Padua frente a la Iglesia de San Daniel, donde murió. 
A su muerte, se desencadenó un polémico conflicto debido a la desaparición de su hijo "Zanetto" (Juan) y la muerte de su hija Blanca, habidos de su esposa, la Nobildonna Giustiniana Gradenigo, extinguiéndose con ellos la más célebre de todas las ramas de la familia Delfín.
Sus importantes bienes pasaron al hijo de su hermana Cecilia, el conde Gaspar Lippomano, y tras su muerte al sobrino de éste, el conde Giovanni Querini-Stampalia. Muchos de estos bienes, entre ellos el célebre Retrato de Daniel Jerónimo Delfín de Giambattista Tiépolo están actualmente expuestos en la Fundación Querini Stampalia, así como los famosos Tiépolos del Ca'Dolfin, repartidos entre el Met de Nueva York y el Hermitage de San Petersburgo. Entre otras propiedades, aún sobrevive la Villa Delfín-dall'Martello, llamada "La Mincana", una "villa veneta" en Carrara San Giorgio de la cual, él mismo diseñó el parque a la inglesa, inspirado en sus numerosos viajes al extranjero.